# 進藤久美子
進藤 久美子（しんどう くみこ、1945年(昭和20年)10月5日 - ）は、日本のアメリカ史学者、東洋英和女学院大学特任教授。専攻は、アメリカ史、ジェンダー・スタディーズ。
高知県生まれ。1969年立教大学文学部史学科卒業。1971年ペンシルヴァニア州立大学大学院歴史学研究科修士課程修了。1980年立教大学大学院文学研究科博士課程満期退学。常盤大学講師、東洋英和女学院大学助教授、1996年同国際社会学部教授。1999年「ジェンダー・ポリティックス 変革期アメリカの政治と女性」で九州大学博士（法学）。 

## 著書
- 『ジェンダー・ポリティックス 変革期アメリカの政治と女性』新評論、1997
- 『ジェンダーで読む日本政治 歴史と政策』有斐閣選書、2004
- 『市川房枝と「大東亜戦争」 フェミニストは戦争をどう生きたか』法政大学出版局、2014

### 共著
- 『大学英語教育の改革 東洋英和女学院大学の試み（大学改革と外国語教育）』鳥飼玖美子共著 三修社、1996
- 『女性は政治とどう向き合ってきたか 検証・婦人参政権運動』伊藤康子、菅原和子共著 市川房枝記念会出版部、2005

### 翻訳
- スーザン・バスネット『世紀末のフェミニズム 四つの国の女たち』田畑書店、1993
- カレン・グリーンスパン『世界女性史年表』谷中寿子共訳・補訂 明石書店、2003
- J.アン・ティックナー『国際関係論とジェンダー 安全保障のフェミニズムの見方』進藤榮一共訳 岩波書店、2005

## 参考
- [ISBN　978-4-588-32704-9]
- 『現代日本人名録』2002年